# Magnesyn
Magnesyn – przetwornik elektromagnetyczny do zdalnego przekazywania położeń kątowych wału.
Zwykle posiada magnetyczny rdzeń toroidalny z nawiniętym uzwojeniem oraz osadzony wewnątrz wirnik w postaci magnesu trwałego. Przekazanie danych umożliwia łącze magnesynowe utworzone przez odpowiednie połączenie elektryczne dwóch magnesynów zasilanych napięciem przemiennym, względnie zmiennym. Obrócenie o pewien kąt wirnika jednego magnesynu powoduje obrócenie o taki sam kąt wirnika drugiego magnesynu.